# روبرت هاريس (كاتب)
روبرت هاريس (بالإنجليزية: Robert Harris) (و. 1957  م) هو كاتب، وصحفي، وروائي، وكاتب سيناريو، وكاتب خيال علمي بريطاني، ولد في نوتنغهام، هو عضوٌ في حزب العمال، وهو عضوٌ في الجمعية الملكية للأدب.

## التعليم
تعلم في Selwyn College, Cambridge ‏.

## أعمال بارزة
من أهم أعماله:
- فاذرلاند.

## جوائز
حصل على جوائز منها:
- زميل في الجمعية الملكية للأدب.

## وصلات خارجية
- روبرت هاريس على موقع IMDb (الإنجليزية)
- روبرت هاريس على موقع مونزينجر (الألمانية)
- روبرت هاريس على موقع ألو سيني (الفرنسية)
- روبرت هاريس على موقع ميوزك برينز (الإنجليزية)
- روبرت هاريس على موقع إن إن دي بي (الإنجليزية)
- روبرت هاريس على موقع ديسكوغز (الإنجليزية)
- روبرت هاريس على موقع قاعدة بيانات الفيلم (الإنجليزية)
- روبرت هاريس على موقع كينوبويسك (الروسية)